# Meiothecium stratosum
Meiothecium stratosum är en bladmossart som beskrevs av Mitten 1868. Meiothecium stratosum ingår i släktet Meiothecium och familjen Sematophyllaceae. Inga underarter finns listade i Catalogue of Life.